# 庄瀬 (新潟市)
庄瀬（しょうぜ）は、新潟県新潟市南区の町字。郵便番号は950-1446。

## 概要
1889年（明治22年）から現在の大字。信濃川左岸に位置する。もとは戦国時代から1889年（明治22年）まであった庄瀬村の区域の一部で、地名の由来は、上杉の臣・庄瀬新蔵の采地だったことによる。

### 隣接する町字
北から東回り順に、以下の町字と隣接する。
- 古川新田
- 真木新田
- 茨曽根
- 沖新保
- 飯島新田
- 上道潟
- 下道潟
- 牛崎
- 菱潟新田
- 菱潟

※信濃川を挟んで田上町横場新田と隣接。

## 歴史
開発年代は不明だが、1577年（天正5年）の記録に村名が残る。

### 年表
- 1889年（明治22年）4月1日 : 合併により庄瀬村の大字となり、村役場所在地となる。
- 1955年（昭和30年）3月31日 : 合併により白根町の大字となる。
- 1959年（昭和34年）6月1日 : 白根町の市制施行により、白根市の大字となる。
- 2005年（平成17年）3月21日 : 合併により新潟市の大字となる。
- 2007年（平成19年）4月1日 : 新潟市の政令指定都市移行により、南区の大字となる。

## 世帯数と人口
2018年（平成30年）1月31日現在の世帯数と人口は以下の通りである。
| 大字 | 世帯数  | 人口    |
| ---- | ------- | ------- |
| 庄瀬 | 391世帯 | 1,107人 |

## 小・中学校の学区
市立小・中学校に通う場合、学区は以下の通りとなる。
| 番地 | 小学校             | 中学校             |
| ---- | ------------------ | ------------------ |
| 全域 | 新潟市立庄瀬小学校 | 新潟市立白南中学校 |

## 主な企業・施設
- 庄瀬郵便局

## 交通

### 道路
- 新潟県道55号新潟五泉間瀬線
- 新潟県道141号白根黒埼線